# Eicke Latz
Eicke Latz (* 11. August 1970 in Wiesbaden) ist ein deutscher Mediziner (Immunologie). Er war Professor und Direktor des Instituts für Angeborene Immunität an der Universität Bonn. Seit Mai 2023 ist er Professor für Experimentelle Rheumatologie an der Charité und wissenschaftlicher Direktor des Deutschen Rheuma-Forschungszentrums (DRFZ).

## Leben
Latz studierte Medizin an der Georg-August-Universität Göttingen und der FU Berlin und wurde 2001 an der Humboldt-Universität Berlin promoviert. Als Post-Doktorand war er an der Boston University und an der University of Massachusetts Medical School in Worcester (Massachusetts), an der er 2003 Assistant Research Professor und 2006 Assistant Professor wurde. 2007 gründete er dort das NanoMedicine Institute der University of Massachusetts und war dessen Ko-Direktor. Gleichzeitig wurde er 2009 Professor in Bonn und gründete dort 2010 das Institut für Angeborene Immunität. Das Institut arbeitet mit der University of Massachusetts und der Norwegischen Technischen Hochschule in Trondheim zusammen. Er blieb auch weiterhin Professor an der UMass in Worcester.
Zum 1. Mai 2023 wurde er auf eine Professur für Experimentelle Rheumatologie an der Charité in Berlin berufen. Gleichzeitig wurde er wissenschaftlicher Direktor des Deutschen Rheuma-Forschungszentrums.
Er ist einer der Gründer des International Innate Immunity Consortium (IIIC).

## Werk
Er befasst sich mit den Rezeptoren für Pathogene und Entzündungsreaktionen des Angeborenen Immunsystems, ein Forschungsfeld das durch die Entdeckung von TLRs in den 1990er Jahren durch Bruce Beutler (Nobelpreis 2011) und Shizuo Akira großen Auftrieb erhielt. Zum Beispiel entdeckte er, dass das Inflammasom NLRP3 im Gehirn von Patienten mit der Alzheimer-Krankheit aktiv ist und dass die Beta-Amyloid-Aggregate bei Alzheimer zu Entzündungsreaktionen und kognitiver Degeneration im Mausmodell führen. Latz fand auch, dass diese NLRP3 Inflammasome Schäden an Lysosomen erkennen. 2010 entdeckte er die Rolle von Cholesterol-Kristallen in Entzündungen bei der Entstehung von Arteriosklerose und 2009 war einer der Entdecker des AIM-2 Rezeptors, das im Zytoplasma von Körperzellen auf doppelsträngige DNA von Viren reagiert. Er war an der Identifizierung des Aktivierungsmechanismus von TLR 9 beteiligt (2007) und dessen Lokalisierung in Endosomen in der Zelle mit Ausgangspunkt im Endoplasmatischen Retikulum.
2013 klärte er mit anderen Mechanismen wie das gemeinhin als gutes Cholesterin bekannt HDL auf das Immunsystem einwirkt, um für die Entstehung von Arteriosklerose wichtige Entzündungsreaktionen zu verhindern. Diese positive Rolle von HDL war schon länger bekannt, es war aber auch bekannt, dass hohe HDL-Anteile alleine nicht für die Erklärung ausreichen. HDL aktiviert nach Erkenntnissen von Latz und Mitarbeitern insbesondere den Transkriptionsregulator ATF 3, der eine überschießende Immunantwort herunterreguliert.
Er arbeitete unter anderem mit Veit Hornung (Institut für Klinische Chemie und Pharmakologie der Universität Bonn) zusammen.
Eicke Latz war 2015 Mitbegründer des Unternehmens IFM Therapeutics LLC in Boston. Im Juni 2016 erhielt IFM Therapeutics in der Serie-A-Finanzierung 27 Mio. US-Dollar. Das Unternehmen wurde im August 2017 von Bristol-Myers Squibb für 300 Mio. US-Dollar übernommen. Inklusive der möglichen Meilensteinzahlungen für zwei Entwicklungsprodukte kann der Verkauf ein Volumen von 2,3 Mrd. US-Dollar erreichen.

## Ehrungen
2011 erhielt Latz den GlaxoSmithKline Clinical Science Award (für Forschungen in Zusammenhang mit der Entstehung von Arteriosklerose), 2009 den Dana Foundation Award und 2004 den Preis der Federation of Clinical Immunology Societies. 2016 wurde er zum Mitglied (Matrikel-Nr. 7690) der Leopoldina gewählt. Für 2018 wurde Latz ein Gottfried-Wilhelm-Leibniz-Preis zugesprochen. 2025 wurde er zum Mitglied der Berlin-Brandenburgischen Akademie der Wissenschaften gewählt.

## Schriften (Auswahl)
- mit T. Sam Xiao, Andrea Stutz: Activation and regulation of the inflammasomes. In: Nature Reviews Immunology, Band 13, 2013, 397–411
- mit Heneka, Stutz, D. T. Golenbock u. a.: NLRP3 is activated in Alzheimer’s disease and contributes to pathology in APP/PS1 mice. In: Nature, Band 493, 2013, S. 674–678, PMID 23254930
- mit Halle, Hornung, Petzold, Stewart, Monks, Reinheckel, Fitzgerald, Moore, Golenbock: The NALP3 inflammasome is involved in the innate immune response to amyloid-beta. In: Nature Immunology, Band 8, 2008, S. 857–865.
- mit P. Duewell, Fitzgerald, Hornung u. a.: NLRP3 inflammasomes are required for atherogenesis and activated by cholesterol crystals. In: Nature, Band 464, 2010, S. 1357–1361, PMID 20428172.
- The inflammasomes: mechanisms of activation and function. In: Current Opinion in Immunology, Band 22, Februar 2010, 28–33.
- mit A. Ablasser, M. Charrel-Dennis, F., Bauernfeind, V. Hornung, G. Horvath, D. R. Caffrey, K. A. Fitzgerald: AIM2 recognizes cytosolic dsDNA and forms a caspase-1-activating inflammasome with ASC. In: Nature, Band 458, 2009, S. 514–518.
- mit Ablasser, Bauernfeind, Hartmann, Hornung, Fitzgerald: RIG-I-dependent sensing of poly(dA:dT) through the induction of an RNA polymerase III-transcribed RNA intermediate. In: Nature Immunology, Band 10, 2009, S. 1065–72.
- mit V. Hornung: Intracellular DNA recognition. In: Nature Review Immunology, Band 10, 2010, S. 123–130.
- mit Rathinam, Hornung, Fitzgerald u. a.: The AIM2 inflammasome is essential for host defense against cytosolic bacteria and DNA viruses. In: Nature Immunology, Band 11, 2010, S. 395–402.
- mit Hornung, Bauernfeind, Halle, Samstad, Kono, Rock, Fitzgerald: Silica crystals and aluminum salts activate the NALP3 inflammasome through phagosomal destabilization. In: Nature Immunology, Band 9, 2008, S. 847–856.
- mit Visintin, Espevik, Golenbock u. a.: Ligand-induced conformational changes allosterically activate Toll-like receptor 9. In: Nature Immunology, Band 8, 2007, S. 772–779
- mit Schoenemeyer, Visintin, Fitzgerald, Monks, Kneter, Lien, Nilsn, Espevik, Golenbock: TLR9 signals after translocating from the ER to CpG DNA in the lysosome. In: Nature Immunology, Band 5, 2004, S. 190–198.
- mit A. Visintin, T. Espevik, D. T. Golenbock: Mechanisms of TLR9 activation. In: J Endotoxin Res., Band 10, 2004, S. 406–412.